# Lepidium raimondii
Lepidium raimondii är en korsblommig växtart som beskrevs av Otto Eugen Schulz. Lepidium raimondii ingår i släktet krassingar, och familjen korsblommiga växter. Inga underarter finns listade i Catalogue of Life.